# 阿富汗獵狗

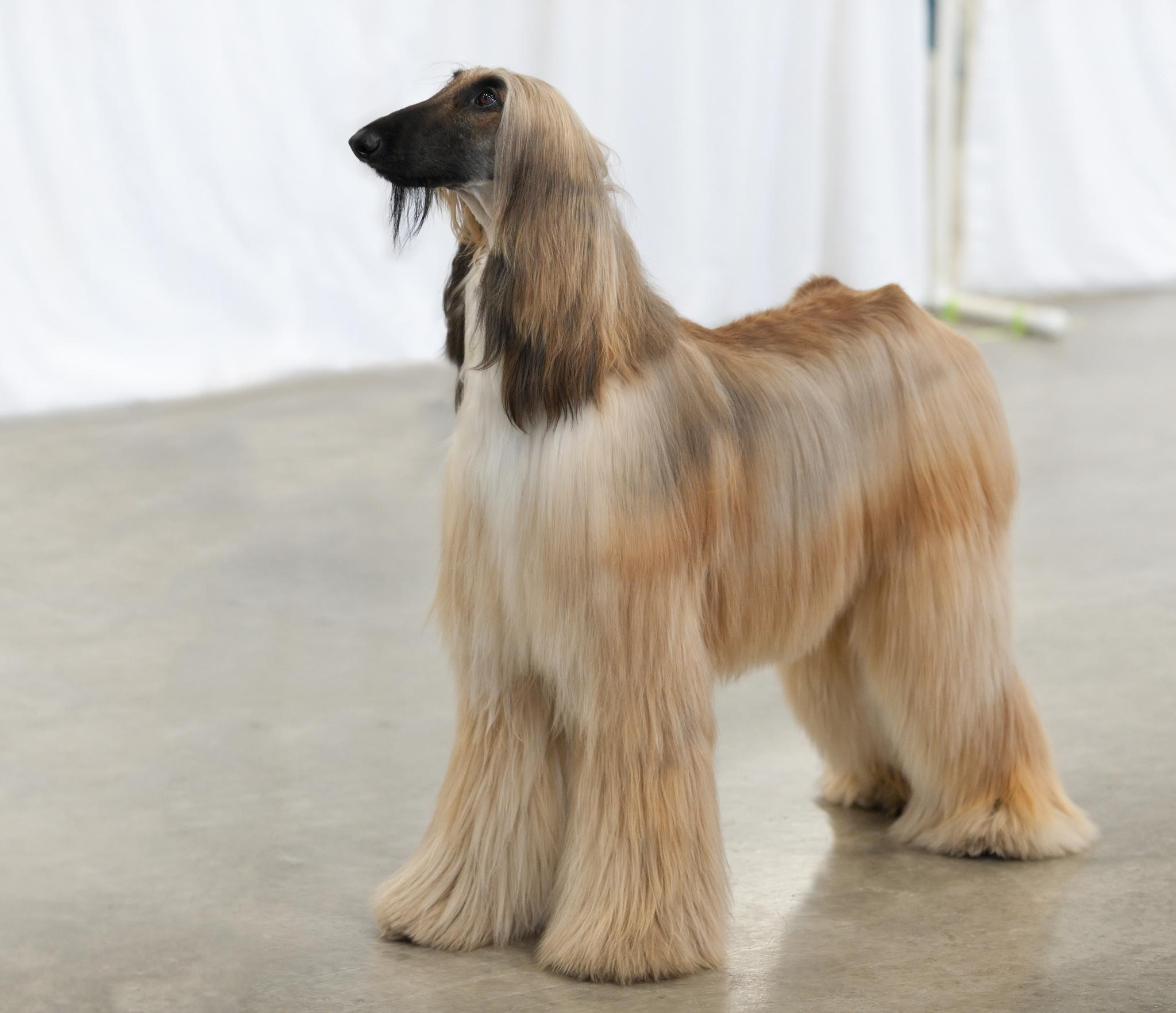
阿富汗獵狗

阿富汗獵狗（英語：Afghan Hound）是一種獵犬，也是最古老的狗品種之一。阿富汗獵狗外表厚實，臉型、身形修長，毛細膩而柔滑，它的尾巴在最後一環捲曲。
阿富汗獵狗生存於伊朗、阿富汗東部的寒冷山上，最初是用來狩獵野兔和瞪羚。其他名稱包含巴爾赫塔子庫奇獵犬，獵犬，俾路支獵犬，喀布爾獵犬，或非洲獵犬等。

## 特征
阿富汗獵狗的身形高大，身高是61 - 74公分而重量是20 - 27公斤。任何颜色的毛色都被接受，唯獨头上不应该有白色的斑纹。很多阿富汗獵狗有黑色的鼻镜。

## 外部連結
- 中的“Afghan Hound” – An active listing of Afghan Hound links.